# Sheridan County (Nebraska)
Sheridan County is een county in de Amerikaanse staat Nebraska.
De county heeft een landoppervlakte van 6.322 km² en telt 6.198 inwoners (volkstelling 2000). De hoofdplaats is Rushville.

## Bevolkingsontwikkeling

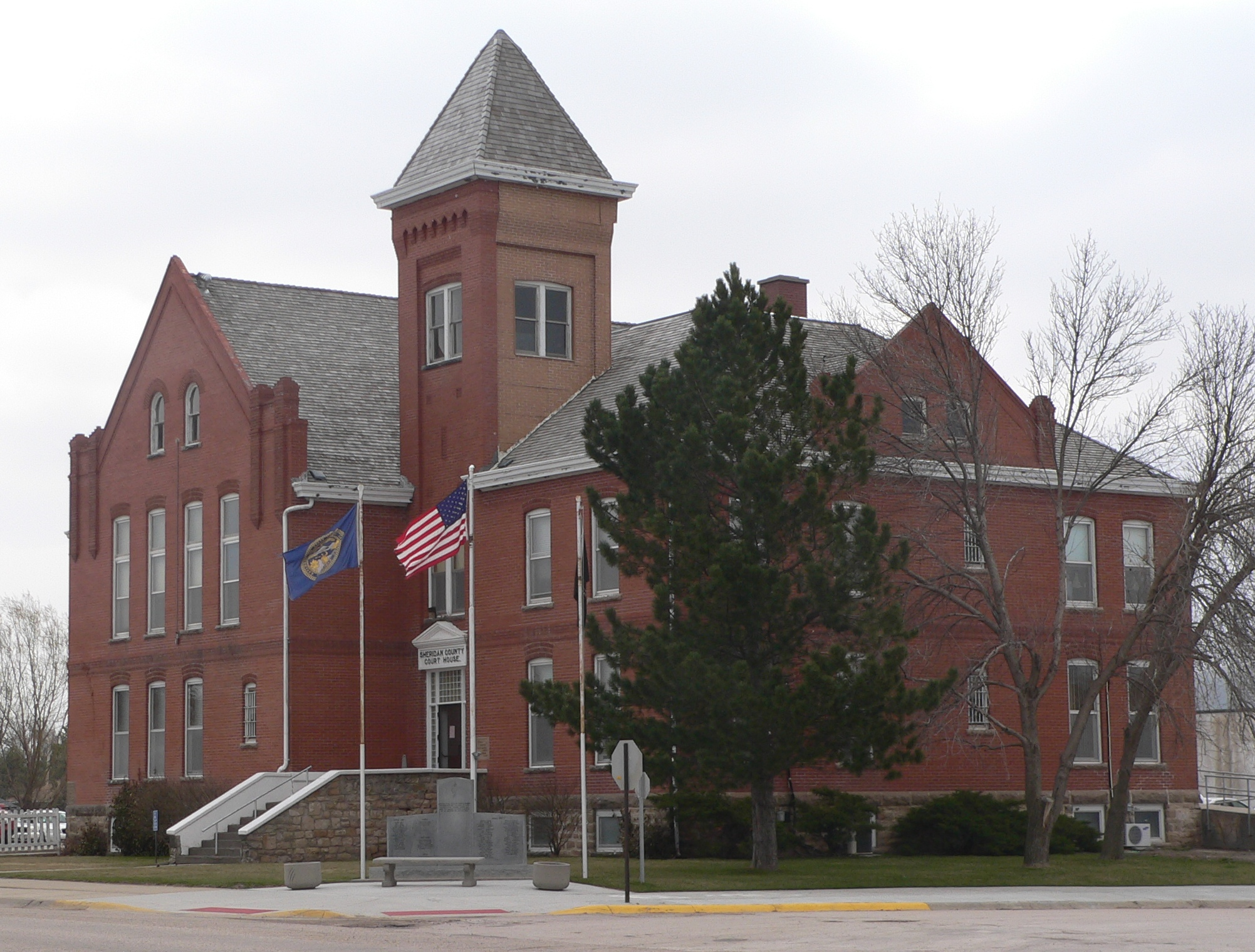
Sheridan County Courthouse